# Demonax pullastra
Demonax pullastra es una especie de insecto coleóptero de la familia Cerambycidae. Estos longicornios son endémicos de Ceram y Ambon (Indonesia).
Mide unos 10 mm.